# Хабре, Хиссен
Хиссе́н Хабре́ (фр. Hissène Habré, араб. حسين حبري‎; 13 августа 1942, Фая-Ларжо, Французский Чад, Французская Экваториальная Африка — 24 августа 2021, Дакар) — чадский политик и государственный деятель, премьер-министр в 1978—1979, президент Чада в 1982—1990. 
Активный участник чадской гражданской войны, видный деятель ФРОЛИНА, основатель движения Вооружённые силы Севера. Пришёл к власти вооружённым путём в 1982, установил репрессивный диктаторский режим. Одержал победу в чадско-ливийском конфликте. Проводил в целом правый прозападный курс, который совмещался с риторикой левого национализма. Стоял на позициях жёсткого антикоммунизма, являлся заметной фигурой глобальной Холодной войны. Был прозван «Африканским Пиночетом».
Свергнут в 1990, бежал из Чада, обосновался в Сенегале. Был обвинён в массовых репрессиях и убийствах, арестован и предстал перед Специальным африканским трибуналом, который приговорил его к пожизненному лишению свободы. В Чаде заочно приговорён к смертной казни. После временного освобождения в 2020 в связи с пандемией коронавируса вновь возвращён в тюрьму. Скончался от COVID-19.

## Происхождение, образование, госслужба
Родился в мусульманской семье пастуха-кочевника народности тубу. В то время Чад являлся частью колониального массива Французской Экваториальной Африки. Хиссен Хабре принадлежал к племенному клану анаказа. В детстве и юности вместе с семьёй занимался выпасом скота. Отличался твёрдым упорным характером, умением адаптироваться к трудным условиям, выжидать и добиваться своего. Поступил в начальную школу. Своими способностями обратил на себя внимание французских преподавателей и чиновников.
В 1960 году Чад стал независимой республикой. В 1963 президент Франсуа Томбалбай назначил Хиссена Хабре заместителем префекта Муссоро. В том же году был направлен на учёбу в парижский Институт политических исследований. Получил образование политолога.
По отзывам знавших его людей, он с юности был проникнут революционным мировоззрением. Увлечённо изучал сочинения Раймона Арона, Франца Фанона, Че Гевары. Революция в понимании Хабре была призвана освободить его земляков — кочевых мусульман чадского севера — от угнетения оседлыми христианизированными кланами юга. Одно время Хабре позиционировался как убеждённый маоист, в иные периоды акцентировал свою исламскую правоверность.
Вернувшись на родину в 1972 году, поступил на госслужбу в министерство иностранных дел Чада.

## В гражданской войне

### Командир ФРОЛИНА
С 1965 года в Чаде шла гражданская война между режимом президента Томбалбая и Фронтом национального освобождения Чада (FROLINAT, ФРОЛИНАТ/ФРОЛИНА). Президент опирался на южные кланы, ФРОЛИНА представлял мусульманское население севера.
Хиссен Хабре пользовался авторитетом как образованный политолог и был родом с севера. Глава государства посчитал его подходящей фигурой в качестве посредника и отправил на переговоры с тогдашним лидером ФРОЛИНА Аббой Сиддиком. Но, неожиданно для Томбалбая и французов, Хабре присоединился к повстанцам. Он быстро выдвинулся среди полевых командиров, в 1972–1976 возглавлял штабную структуру 2-й армии ФРОЛИНА — Командный совет Вооружённых сил Севера (CC FAN). Его военно-политическим напарником выступал тогда Гукуни Уэддей — тоже северянин, тубу и мусульманин, но другого родового клана. В 1974 повстанцы уже подступали к столице Чада Нджамене.
Боевики Хабре практиковали захваты заложников — с целью выкупа, который расходовался на закупки оружия. Впервые Хабре привлёк внимание международной общественности, когда во главе отряда в менее чем 500 бойцов атаковал город Бардаи и захватил трёх европейцев — гражданина ФРГ Кристофа Штальвена, француженку-археолога Франсуазу Клостр, её ассистента Марка Коба. За них был потребован выкуп в размере 10 млн франков. Западная Германия заплатила выкуп за Штальвена, но Франция долго отказывалась. Направленный на переговоры французский офицер Пьер Галлопэн был расстрелян по приказу Хабре. Франсуаза Клостр оставалась заложницей до 1977 года.

### Создание ФАН
13 апреля 1975 года в Чаде произошёл военный переворот. Президент Ф. Томбалбай был убит. Новый президент Феликс Маллум попытался договориться с лидерами ФРОЛИНА. Хиссен Хабре согласился на переговоры. Это привело к расколу между ним и Гукуни Уэддеем.
В конфликте Хабре и Уэддея имела место и идеологическая сторона. Уэддей ориентировался на ливийского лидера Муамара Каддафи, это побуждало к левой риторике (хотя в целом он был нейтрален в таких вопросах, выражая лишь кланово-племенные интересы). Хабре со времён учёбы во Франции был настроен в прозападно (что, однако, не мешало акциям типа захвата Клостр). Он придерживался жёстко правых антикоммунистических позиций. Хабре решительно отстаивал территориальную целостность Чада, категорически не признавал ливийской оккупации и аннексии полосы Аузу. Уже по этой причине сотрудничество с Каддафи было для него неприемлемо.
В 1976 году Хабре порвал все отношения с Уэддеем и на основе своей армии создал Вооружённые силы Севера (FAN, ФАН). Во главе ФАН (поначалу немногочисленных) он перешёл на сторону президента Маллума.

### Премьер-министр
29 августа 1978 Маллум назначил Хабре премьер-министром Чада. Однако уже в декабре их союз рухнул. Обстановка в стране вновь резко обострилась, в Нджамене начались столкновения между ФАН и президентскими войсками (при том, что официально Хабре оставался главой правительства). На фоне военно-политического хаоса в столицу вступили отряды ФРОЛИНА — Народные вооружённые силы (FAP, ФАП) под командованием Гукуни Уэддея.
Политические договорённости были достигнуты в феврале 1979 года при межафриканском посредничестве. Главой государства был утверждён Гукуни Уэддей (в апреле его сменил Лол Мохаммед Шуа, но в сентябре Уэддей вновь занял президентский пост), вице-президентом — Абделькадер Камуге (один из организаторов свержения Томбалбая), министром обороны Переходного правительства национального единства (GUNT, ГУНТ) стал Хиссен Хабре.

### ФАН против ФАП

#### Поражение 1980
Компромисс Хабре с Уэддеем не мог быть долговечным. 21 марта 1980 года формирования ФАН предприняли силовую попытку отстранить от власти Уэддея и нейтрализовать ФАП. Гражданская война возобновилась с новой силой. 27 апреля Уэддей отстранил Хабре от должности министра обороны «за мятежные действия», но бои продолжались до конца года. Исход решился обращением Уэддея за помощью к Ливии. Вмешательство ливийских войск переломило ситуацию в пользу ФАП. 15 декабря правительство Уэддея установило полный контроль над Нджаменой. Отряды ФАН потерпели поражение.
Хиссен Хабре вынужден был бежать из Чада — через Камерун в Судан. 13 июня 1981 он был заочно приговорён в Нджамене к смертной казни. Пожизненные каторжные работы также заочно получили ближайшие соратники Хабре по руководству ФАН — Махамат Нури и Идрис Мискин.

#### Подготовка 1981
Базы ФАН разместились в суданском Дарфуре. Президент Судана Джафар Нимейри был антикоммунистом и противником Каддафи. На этой основе между ним и Хабре установились союзные отношения. Хабре начал подготовку к вооружённому возврату в Чад.
В начале 1980-х локальный конфликт в Чаде превратился в элемент глобального противостояния Холодной войны (подобно афганскому, никарагуанскому, ангольскому, мозамбикскому, сальвадорскому, кампучийскому). Против правительства Гукуни Уэддея — поддерживаемого Ливийской Джамахирией и пользующегося симпатиями Восточного блока — сложилась сильная коалиция.
Прозападного антикоммуниста Хиссена Хабре поддержали президент США Рональд Рейган, президент Египта Анвар Садат, премьер-министр Израиля Менахем Бегин, король Марокко Хасан II. Исходя из своих мотивов, к ним присоединился президент Ирака Саддам Хусейн, недовольный панарабскими амбициями Каддафи. После некоторых колебаний сторону Хабре взял и президент Франции Франсуа Миттеран. Оперативную помощь ФАН оказывали ЦРУ, SDECE, Моссад. Формирования ФАН значительно нарастили численность, перевооружились, разработали стратегический план, провели тактическую подготовку.

#### Победа 1982
В конце 1981 года армия Хиссена Хабре с территории Судана начала наступление в Чаде. Высшее политическое руководство и военное командование осуществлял сам Хабре. Ближайшими его соратниками являлись Махамат Нури, Идрис Мискине, Идрис Деби, Хасан Джамус.
На этот раз ФАН пользовались значительной поддержкой населения, недовольного режимом Уэддея и ливийским диктатом. Многие чадийцы были возмущены подписанием в сентябре 1981 совместного заявления Уэддея и Каддафи о единстве Чада с Ливией. ГУНТ воспринималось в стране как проливийская марионеточная группа. При этом к середине 1982 отношения между Уэддеем и Каддафи сильно осложнились и ухудшились. Ливийские войска дистанцировались от боёв. Попытки Уэддея договориться о помощи с Францией не дали результата.
5 июня 1982 года войска Хабре одержали решающую победу в сражении при Массагете. Уэддей и его сторонники покинули столицу. 7 июня 1982 Вооружённые силы Севера без боя вступили в Нджамену. 29 сентября 1982 была введена в действие новая Конституция Чада. 21 октября 1982 Хабре был провозглашён президентом страны.

## Президент

### Внутренняя политика

#### Консолидация власти
Первые выступления Хиссена Хабре после прихода к власти выдерживались в примирительной тональности. Он давал понять, что не собирается сводить счёты и намерен править в интересах всех чадийцев, а не только своей регионально-племенной общности. Под запретом объявлялись только коммунизм, каддафизм и религиозный фанатизм.
Режим Хабре поначалу обладал в стране довольно широкой поддержкой. Массовую опору составляли северные народности и племена, антиливийски настроенные националисты. При этом делались попытки расширить социальную базу, привлечь в неё и южные регионы. Влиятельные члены ГУНТ — министр планирования Жозеф Йодойман, государственный министр Джидингар Доно Нгардум — сохранили посты в новом кабинете. Однако ключевые позиции заняли полевые командиры и политические функционеры ФАН. Наибольшим влиянием в окружении президента обладали главнокомандующий вооружёнными силами Идрис Деби, руководитель политического аппарата министр транспорта Махамат Нури, министр иностранных дел Идрис Мискин.
7 июня 1984 в Чаде состоялись широкие торжества по случаю второй годовщины прихода к власти ФАН. Хиссен Хабре выступил с речью. Он объявил о выполнении ФАН и ФРОЛИНА своих исторических задач и о необходимости создать политическую структуру, соответствующую новому этапу. 20 июня открылся съезд ФАН, на котором Хабре выразил готовность защищать традиционные ценности Чада от ливийской агрессии. 22 июня съезд принял решение о самороспуске ФАН, а также ФРОЛИНА. 24 июня начался учредительный съезд новой партии Национальный союз за независимость и революцию (UNIR, ЮНИР) во главе с президентом Хабре. Партийное руководство курировал Махамат Нури.
Целью ЮНИР объявлялось построение в Чаде свободного и демократического общества. Аппарат однопартийной системы тесно срастался с администрацией, контролируя соответствие политики на местах президентскому курсу. Велись пропагандистские кампании, важное место в которых занимало насаждение культа личности Хабре, церемонии изъявления верности и преданности. Официальными партийными лозунгами были: Хиссен Хабре — спаситель, освободитель, посланник мира! Хиссен Хабре здесь, Хиссен Хабре там, Хиссен Хабре везде, Хиссен Хабре навсегда! На партсобраниях всех уровней в обязательном порядке исполнялась речёвка: Есть ли у тебя сомнения, если с тобой Хиссен Хабре? — Нет!.
Создание ЮНИР вызвало недовольство не только Гукуни Уэддея и его сторонников. Против роспуска ФАН были многие представители «старой гвардии Хабре», стремившиеся сохранить свои автономные формирования, не желавшие усиления центральной государственной власти. Они были также недовольны компромиссными жестами Хабре в отношении южных кланов. Президенту не без труда удалось настоять на своём. Политическую функцию ФАН унаследовала ЮНИР, вооружённые формирования составили основу общегосударственной армии — Национальных вооружённых сил Чада (FANT, ФАНТ).
Экономическая политика Хабре формально признавала частную собственность и рыночные отношения. В Чаде действовали частные коммерческие компании. Однако объективные условия многолетнего хозяйственного развала, продолжающаяся война с Ливией, субъективная установка на всемерное укрепление власти предопределяли курс централизации и госконтроля. Стратегические ресурсы, прежде всего продовольствие у хлопок, плотно контролировались государственными инстанциями при участии карательного аппарата. Формировались специальные фонды военного НЗ. Власти добивались сдачи продукции государству по фиксированным ценам и «боролись со спекуляцией».

#### Массовые репрессии
Несмотря на миролюбивые речи Хабре летом 1982 года, режим немедленно приступил к жёсткому подавлению оппозиции. На юг страны были брошены карательные экспедиции ФАН. В жестоких боях были разгромлены остатки ФАП Уэддея и формирования Codos Камуге. После этого массовым преследованиям и убийствам подверглись жители «неблагонадёжных» районов, племена, считавшиеся враждебными режиму (сара в 1984, хаджираи в 1987, загава в 1989)). Родственники, друзья, знакомые, земляки репрессировались наравне с оппозиционерами. Репрессивные кампании повторялись регулярно, широкую известность в мире получили расправы осени 1984, получившие название «Чёрный сентябрь».
26 января 1983 президент Хабре издал указ N 005/PR, учреждавший спецслужбу и политическую полицию — Директорат документации и безопасности (DDS, ДДС). Директором ДДС был назначен Салех Юнус, активист ФАН и доверенный земляк Хабре. В 1987 его сменил Гюини Кореи, племянник Хабре, известный особой жестокостью. ДДС имел самые широкие карательные полномочия и был замкнут непосредственно на президента.
ДДС организовал в стране разветвлённую сеть осведомителей. Большинство информаторов тайной полиции были активистами ЮНИР, наблюдение за согражданами являлось одной из главных задач партийных организаций. Произвольным арестам и пыткам в ДДС подверглись тысячи чадийцев — деятели оппозиции, подозреваемые в неблагонадёжности, нарушители политических установок. Многие из них были убиты без суда. Свидетели описывали особые методы пыток (применение электрошока, ожоги сигарет, приведение в действие вставленной в рот жертве выхлопной трубы автотранспорта). Озабоченность положением в Чаде, внесудебными казнями и исчезновениями людей не раз выражала Amnesty International: «Правительство Чада проводило целенаправленную политику террора, с тем чтобы препятствовать оппозиции в любом роде». Сведения о политических расправах и этнических чистках в Чаде приводила Human Rights Watch.
Хиссен Хабре держал на личном контроле основные направления репрессивной политики, в том числе следственные действия по 898 конкретным арестованным. В ряде случаев он лично вёл допросы арестованных и пленных (особенно взятых в плен в боях за его родной город Фая-Ларжо). Он занимался также установлением правил тюремного содержания, определял размеры пайков для заключённых.
Общее количество убитых по политическим мотивам при правлении Хабре — жертв ДДС, смертных приговоров, внесудебных казней, карательных экспедиций — впоследствии было оценено примерно в 40 тысяч человек. Разным видам репрессий подверглись 54 тысячи человек. Правозащитные организации и Специальная комиссия по расследованию озвучивали данные о 200 тысячах случаев применения пыток. Из-за масштаба репрессий (в правом идеологическом оформлении) Хиссен Хабре получил прозвище «Африканский Пиночет».

### Внешняя политика

#### Противостояние с Ливией
Положение в Чаде 1980-х определялось военным противостоянием с каддафистской Ливией. Внешняя опасность была вполне реальной: ливийский лидер Каддафи действительно проводил политику экспансии в Африке, и установление контроля над соседним Чадом являлось непременным условием реализации его амбициозных планов. Кроме того, Ливия претендовала на часть территории Чада — в 1973 ливийские войска оккупировали богатую ураном и нефтью полосу Ауза, в 1976 власти Ливии объявили об аннексии. И сам Хабре, и его приближённые обосновывали диктатуру и репрессии именно необходимостью сопротивляться ливийской агрессии.
Если на юге Чада антиправительственные силы были в целом подавлены уже в 1982 году, то именно на севере — в Тибести — противники Хабре во главе с Уэддеем сумели создать свой оплот. Причина состояла в прямой военной помощи из географически близкой Ливии. Там базировались ГУНТ и ФАП Уэддея, Вооружённые силы Чада (FAT, ФАТ) Камуге, другие антиправительственные группировки. Была сформирована Армия национального освобождения (ANL, АНЛ) под командованием южанина Негу Джого, бывшего офицера армии Томбалбая. Ближайшим союзником Каддафи в Чаде являлся Демократический революционный совет (CDR, КДР) арабского полевого командира Ашейха Ибн-Умара.
Расчёты Хабре компрмиссно договориться с противниками не оправдались. Единственный проливийский командир, готовый на переговоры — Ахмат Ацил — погиб в результате несчастного случая в июле 1982. Две попытки чадской армии зачистить Тибести — в декабре 1982 и январе 1983 — потерпели неудачу.
В июне 1983 формирования ANL численностью около трёх тысяч человек при ливийской поддержке двинулись в направлении Нджамены. Были заняты несколько населённых пунктов, включая символически важный для президента Фая-Ларжо. Хабре лично возглавил контрудар, и 30 июля 1983 отбил свою малую родину. В Чаде разместился заирский контингент, направленный Мобуту. Администрация Рейгана выделила Чаду 25 миллионов долларов.
Ответом стало массированное вторжение одиннадцатитысячного ливийского контингента. В сражении за Фая-Ларжо чадские войска вновь потерпели серьёзное поражение и отступили. Сам Хабре был ранен в перестрелке. 6 августа президент Чада обратился за помощью к Франции. В ходе Операции «Манта» французские парашютисты остановили продвижение ливийцев. Формирования ГУНТ закрепились в Тибести под ливийским прикрытием.
Весной 1984 была достигнута договорённость о выводе из Чада французских и ливийских войск. Однако, если французы действительно покинули Чад, то ливийцы сохранили своё военное присутствие в Тибести и даже расширили в полосе Аузу. Кроме того, признав франко-ливийское соглашение, президент Хабре фактически обязался прекратить удары по проливийским формированиям. Де-факт Чад оказался разделён на север и юг. Парадокс состоял в том, что Хиссен Хабре — основатель Вооружённых сил Севера — теперь базировался в южной части страны, а северную контролировали его враги.
Новое военное обострение пришлось на период 1986—1987. 10 февраля 1986 ливийские войска и формирования ГУНТ общей численностью до 10 тысяч атаковали несколько гарнизонов ФАНТ. Но уже 13 февраля 1986 чадские войска нанесли мощный контрудар, заставив противника в беспорядке отступать. На следующий день — в связи с явным нарушением договорённостей с ливийской стороны — в Чад снова были переброшены французские парашютно-десантные части.
Разгром вызвал острый политический кризис в ГУНТ. Уэддей был арестован ливийцами, и его сторонники в Тибести восстали уже против Каддафи. В конце октября 1986 многие отряды Уэддея перешли на сторону Хабре. Президент перебросил в помощь восставшим значительные боевые силы. Французская транспортная авиация снабжала их оружием, топливом и продовольствием. Военная ситуация в Тибести переломилась в пользу Хабре. Произошёл и важный социально-психологический сдвиг: гражданская война стала восприниматься как общенациональная борьба за независимость, против иностранного агрессора.
Последней вспышкой стала Война тойот с декабря 1986 по сентябрь 1987. Вдохновлённые успехами чадийцы решили окончательно изгнать войска Каддафи со своей территории. ФАНТ под командованием самого Хабре, Деби и Джамуса добились крупных успехов. Был возвращён ряд городов и селений, в том числе Фая-Ларжо. Решающая победа была одержана 5 сентября 1987 в Битве при Маатен-ас-Сарра. Ливийцы сумели удержать только полосу Аузу (в 1994, уже после Хабре, и эта территория была возвращена Чаду). С этого времени военное вмешательство Каддафи в чадскую внутреннюю политику в целом прекратилось. Война с Ливией была выиграна Чадом.
Чадско-ливийские отношения были нормализованы восстановлением дипломатических связей в октябре 1988. Ливия официально отказалась от вмешательства в дела Чада и от территориальных претензий. В следующим месяце в Багдаде при посредничестве Ирака были заключены соглашения о внутри политическом урегулировании между правительством Хабре и оппозицией ГУНТ в лице Ашейха Ибн-Умара.

#### Международные связи
Чад времён Хиссена Хабре был африканским союзником Запада в Холодной войне. США оказывали ему военно-политическую поддержку и ощутимую финансовую помощь. В июне 1987 президент Рейган принимал Хабре в Белом доме. Особый интерес Рейган стал проявлять после «Войны тойот» — рассматривалась возможность использовать Чад как таран для свержения Каддафи. Чадские военные и сотрудники ДДС проходили обучение у специалистов Пентагона и ЦРУ. Нарушения прав человека при этом не рассматривались как непреодолимое препятствие для сотрудничества — борьба с Каддафи и антикоммунизм считались более существенными. Близким военным союзником Хабре являлась Франция, несмотря на социалистические элементы доктрины президента Миттерана и даже его отношения с Ливией.
В Африке дружественные отношения связывали Хабре с Египтом, Заиром, Нигерией, Сенегалом, Камеруном, Габоном, ЦАР, Того — странами, где у власти находились прозападные антикоммунистические правительства. При этом ему удавалось привлекать поддержку многих африканских лидеров и ОАЕ, обеспокоенных экспансией Каддафи.
Отношения с Суданом, поначалу союзные, постепенно ухудшились после переориентации Нимейри и следующих хартумских лидеров на сближение с Каддафи. По той же причине проблемными были отношения с Нигером. Постоянной задачей ДДС являлось отслеживание и контроль положения в лагерях чадских беженцев на территориях Судана, Нигера, Камеруна, ЦАР.

### Свержение
Победа над Каддафи не только укрепила положение Хабре, но и заставила его опасаться политического усиления военачальников. Военный заговор был раскрыт в апреле 1989. По официальной версии, во главе антипрезидентского мятежа стояли Идрис Деби и Хасан Джамус, к ним примыкал министр внутренних дел Брахим Итно. Полной ясности в этой ситуации нет: некоторые обозреватели допускают, что она в значительной степени была спровоцирована ДДС и персонально директором спецслужбы Гюини Кореи.
Итно и Джамус (популярный в стране герой войны с Ливией) были убиты. Деби удалось бежать в Судан. Обосновавшись в Дарфуре (подобно Хабре в 1981), он создал Патриотическое движение спасения (MPS, МПС) и начал подготовку к вооружённому вторжению в Чад.
Президент Хабре принял меры к закреплению своей власти. 10 декабря 1989 он провёл конституционный референдум. На голосование был вынесен проект нового Основного закона, утверждавший однопартийную систему ЮНИР и статус Хиссена Хабре как главы государства. По официальным данным, за Конституцию Хабре проголосовали почти 2,7 миллиона избирателей — свыше 99 % из 93 % участвовавших в голосовании. 8 июля 1990 прошли выборы в Национальное собрание. Было объявлено, что официальных кандидатов поддержали более 1,6 миллиона — 100 % голосовавших из 56 % явившихся. Однако эта поддержка уже не являлась реальной. В стране ширилось недовольство диктаторским режимом Хабре. Прекращение войны с Ливией — равно как Холодной войны — снимало всякие основания для авторитарного правления и жестоких репрессий.
По мере завершения Холодной войны со стороны западных партнёров усиливалась критика режима Хабре, звучали требования перехода к демократии. Взаимоотношения резко менялись. Хабре отвечал в том плане, что «цивилизация, породившая работорговлю, колониализм, неоколониализм, Гитлера, Муссолини и Франко, должна не учить африканцев соблюдению прав человека, а справедливо оплачивать закупаемое сырьё, открывать доступ к новой технике и технологиям». Он подчёркивал приверженность африканцев демократическим ценностям, но авторитарность своей власти обосновывал социальным кризисом, необходимостью борьбы с коррупцией и трайбализмом, негативными последствиями французского и ливийского вмешательства в чадские дела.
Осенью 1990 года вооружённые формирования МПС двинулись из Дарфура на Нджамену. 30 ноября, когда повстанцы взяли Абеше, Хабре со своим ближайшим окружением скрылся из Нджамены. 1 декабря 1990 повстанцы вступили в столицу. Главой государства стал Идрис Деби. Правление Хиссена Хабре завершилось.

## Изгнание и заключение

### Обвинения
Через Камерун свергнутый президент добрался до Сенегала и обосновался в Дакаре. Хабре и его сторонники негативно оценивали режим Деби, рассматривали его приход к власти как инспирированный Ливией и Суданом (в Хартуме к тому времени трижды произошла смена власти).
С 1992 года в Чаде работала специальная Комиссия по расследованию преступлений, совершённых экс-президентом Хабре и его сообщниками. Был изучен большой массив документов, включая отчёты ДДС, направленные лично Хабре, заслушаны многочисленные свидетельства. В январе 1998 правительство Чада предъявило ему обвинение в массовых убийствах и растрате 7 млрд франков КФА (70 миллионов французских франков).
В сентябре 2005 года бельгийский суд выдал международный ордер на арест Хиссена Хабре по обвинению в «тяжких нарушениях международно признанных прав человека». В связи с этим он был арестован сенегальскими властями. Однако 25 ноября 2005 Верховный суд Сенегала заявил о своей неправомочности решить вопрос о его экстрадиции. Хабре был освобождён, однако спустя несколько часов вновь арестован и вновь вскоре освобождён.
15 августа 2008 года суд Чада заочно приговорил его к смертной казни.
В феврале 2009 года Бельгия подала в Международный суд ООН иск против Сенегала за отказ выдать Хиссена Хабре в руки международного правосудия. 20 июля 2012 года Международный суд ООН потребовал от властей Сенегала «без промедления» либо судить Хабре по обвинению в инкриминируемых ему преступлениях, либо экстрадировать в Чад.

### Осуждение
30 июня 2013 года был арестован в Дакаре. Судебный процесс по делу Хабре начался в июле 2015 и после перерыва продолжен 7 сентября. Подсудимый категорически не признавал свою вину ни по одному пункту обвинения, называл процесс «спектаклем».
20 мая 2016 года был признан виновным в убийствах 40 тысяч человек, которых глава государства считал своими политическими противниками. Приговор выносил Специальный африканский трибунал, созданный в Сенегалом и Африканским союзом. Вердикт был оглашён 30 мая 2016: пожизненное заключение за преступления против человечности. Попытка адвокатов обжаловать приговор в 2017 была оставлена без последствий.
7 апреля 2020 был освобождён из тюрьмы и переведён под домашний арест в Дакаре. В связи с пандемией COVID-19 президент Сенегала Маки Саль распорядился освободить из-под стражи более двух тысяч пожилых и больных заключённых. Под действие этого распоряжение попал и Хиссен Хабре. Однако он не был ни помилован, ни амнистирован, освобождение носило характер временного и предполагало 60-дневное пребывание под домашним арестом.
Ассоциация жертв режима Хабре выступила с резкими протестами. Её представители и правозащитники выражали серьёзные опасения по поводу того, что «освобождение окажется окончательным». С другой стороны, сторонники Хабре из Чадской ассоциации за мир и содействие свободе (ATPL) приветствовали «смелое и благотворное решение президента Маки Саля» и заявили, что «не беспокоятся по поводу доносов ассоциации жертв». Они призвали сенегальского президента сделать следующий шаг и помиловать Хиссена Хабре.
7 июня 2020 истёк срок его временного освобождения. Ходатайство адвокатов о продлении домашнего ареста было отклонено судом и он вернулся в дакарскую тюрьму Кап-Мануэл. Его защитники и сторонники резко осудили судебное решение. Его жена заявила о «бесчеловечном обращении» и «целенаправленной работе над физическим устранением Хабре».

## Кончина
В середине августа 2021 года резко ухудшилось его состояние здоровья. Он был переведён из тюрьмы в дакарскую клинику, где проходил курс лечения от диабета и высокого кровяного давления. 23 августа 2021 был подтверждён диагноз COVID-19. На следующий день 79-летний Хабре скончался. Похоронен на мусульманском кладбище города Йофф (департамент Дакар) в Сенегале.

## Семья
Хиссен Хабре был женат, имел шестерых детей. Его жена Фатиме Раймонде Хабре занимается сдачей в аренду элитной дакарской жилплощади, известна регулярно возникающими в этой связи финансовыми конфликтами и судебными разбирательствами. Она — активная политическая сторонница своего мужа, защищает его в СМИ, называет «последним борцом за дело Африканского континента».
Бывший директор ДДС Гюини Кореи скрылся в Того, где поступил на службу в Национальное разведывательное агентство

## Оценки и традиция
В современном Чаде фигура Хиссена Хабре расценивается в целом негативно. Он воспринимается прежде всего как диктатор, ответственный за смерть десятков тысяч людей, бессудные расправы и пытки. Наиболее активно эту позицию выражает Ассоциация жертв режима Хиссена Хабре.
Однако существуют и группы его сторонников, типа ATPL, которые на первое место ставят защиту независимости Чада от Ливии, достижение равноправие северных общностей с южными, формирование единой чадской нации. Так, Ассоциация защиты жертв ливийской агрессии на севере Чада протестовала против ареста Хабре в 2013 и называла лицемерием «попытки изобразить дело так, будто за исключением периода 1982—1990 права человека в Чаде не нарушались никогда». Эта организация выступает в защиту Хиссена Хабре, требует учитывать его заслуги, приводит примеры массового террора со стороны его противников, а главную ответственность за репрессии 1980-х возлагает на Идриса Деби.
Политическая традиция Хабре просматривается в повстанческом движении Объединение сил за демократию и развитие (UFDD, УФДД), которое возглавляет Махамат Нури. Его отряды базируются в Ливии, откуда ведут вооружённую борьбу против президента Деби. Предполагается, что в создании УФДД участвовал Гюини Кореи.
В связи с кончиной Хиссена Хабре президент Чада Махамат Деби выразил «искренние соболезноваения семье и народу».